# 경성후생실내악단
경성후생실내악단(京城厚生室內樂團)은 일제강점기 말기에 조직된 음악 단체이다. 태평양 전쟁 시기의 전시체제에 협조하기 위한 일본 국민음악 보급을 목표로 다수의 공연을 개최했다.

## 개요
1942년 5월에 위문공연단 성격을 갖는 제1기 악단이 출범하였다. 음악을 통해 일본의 전쟁 수행을 돕는다는 취지로 발족하여, 국민음악 보급의 정신대(挺身隊)로서의 역할을 수행했다.
주요 활동은 도시와 농촌, 교화단체 등을 찾아다니면서 국민음악을 공연하고, 이를 통해 태평양 전쟁의 이념인 대동아공영권 사상과 황민 의식을 고취했다. 제1기 대표는 바이올린 연주자 김생려가 맡았다. 1942년 5월 1일부터 1942년 12월 24일까지 약 8개월 동안 총 112회의 공연을 가졌을 만큼 활발히 활동했다.
1944년 5월에는 조직 개편으로 제2기 악단이 출범했다. 제2기 이사장에는 작곡가 현제명이 임명되었고, 상무이사는 이종태가 맡았다. 1945년 5월에 일본 결전음악의 수립과 활발한 공연 활동을 근거로 일본 신태양사가 시상하는 조선예술상을 수상하기도 했다.

## 주요 활동
- 1942년 6월 11일 : 제1회 연주회 개최
- 1942년 12월 24일 : 제2회 연주회 개최
- 1943년 2월 24일 : 제3회 연주회 겸 일본국민음악연주회 개최
- 1943년 4월 : 김천애 독창회 개최
- 1943년 6월 29일 ~ 6월 30일 : 전함 헌납 음악보국 실내교향악의 밤 개최
- 1943년 8월 3일 : 반도 개병의 노래 발표회 출연
- 1943년 8월 3일 : 징병제 축하를 위한 야외음악과 영화의 밤 공연
- 1944년 5월 ~ 6월 : 청진대화숙 초청으로 함경북도 광산 및 공장 순회 공연
- 1944년 8월 12일 ~ 8월 19일 : 강원도 삼척군 중심의 어촌과 광산 지역 위문 연주회 개최
- 1944년 8월 22일 ~ 8월 29일 : 전라북도 산업전사 위문연주회 개최
- 1944년 10월 2일 ~ 10월 4일 : 제11회 연주회 개최
- 1945년 1월 20일 ~ 1월 22일 : 대연주회 개최
- 1945년 3월 23일 ~ 3월 25일 : 희망음악회 개최
- 1945년 5월 8일 : 조선예술상 수상
- 1945년 5월 5일 ~ 5월 7일 : 중국 공연
- 1945년 8월 1일 : 문예와 음악의 밤 개최

## 참고자료
- 친일인명사전편찬위원회 (2004년 12월 27일). 《일제협력단체사전 - 국내 중앙편》. 서울: 민족문제연구소. 730~733쪽쪽. ISBN 8995330724.